# Látó-hegyi-barlang
A Látó-hegyi-barlang a Duna–Ipoly Nemzeti Parkban lévő Budai-hegységben, Budapest II. kerületében található egyik barlang. Magyarország megkülönböztetetten védett barlangjai között volt. A Francia-bánya legjelentősebb barlangja.

## Leírás
A Látó-hegy K-i oldalában, a Szépvölgyi út mellett lévő, felhagyott és könnyű terepen megközelíthető Francia-bányában van a 0,8×1,2 m széles, mesterséges jellegű és lejtő tengelyirányú bejárata. A kőfejtő sziklafalának közepén, a sziklamászók által Zsíroskenyérnek nevezett mászófal tövében, 4–5 m magas forráskürtő folytatásaként lefelé induló, hasadékszerű bejárata van, amely csak közelről látható. Az Országos Kéktúra kék sáv jelzésű turistaútja megközelíti a bányát. A Látó-hegyi-barlang bejáratától ÉNy-ra 50 m-re található a Korallos-barlang bejárata. Bejárati része, a Róka-kürtő omlásveszélyes.
Eocén szépvölgyi mészkőben lévő tektonikus hasadék mentén jött létre feltörő hévizek hatására. Vízszintes kiterjedése 20 m. A Duna–Ipoly Nemzeti Park Igazgatóság engedélyével látogatható és barlangjáró alapfelszereléssel, könnyű mászással megtekinthető. Naponta legfeljebb 4 csoport látogathatja és egy csoport maximum 6 főből állhat.
1987-ben volt először Látó-hegyi-barlangnak nevezve a barlang az irodalmában. Előfordul a barlang az irodalmában Épitők-barlang (Bertalan 1976), Építők-barlang (Kordos 1984), Franciabánya-barlang (Szabó 2004), Francia-bánya sziklaürege (Kordos 1984), Franciabánya sziklaürege (Bertalan 1976), Kőtár (Szabó 2004), Látóhegyi-barlang (Balázs 1960), Látóhegyi barlang (Bertalan 1976), Látóhegyi Épitők Barlang (Barabás, Csók 1960), Látóhegyi Építők-barlang (Szabó 2004), Rémó-barlang (Vidics 1980), Róka-barlang (Szabó 2004), Rókakürtő (Kordos 1984), Róka-kürtői-kutatóág (Szabó 2004), Rókalyukkürtői munkahely (Bertalan 1976) és Városterv-barlang (Szabó 2004) neveken is.

## Kutatástörténet
Az 1960. márciusi Karszt- és Barlangkutatási Tájékoztatóban az olvasható, hogy a Városterv Barlangkutató Csoport majdnem minden munkaszüneti napon a látó-hegyi Francia-bányából nyíló hévizes keletkezésű forráskürtőből kezdődő kutatóágban dolgozik. Nagy és lelkes munkát végez 1958. február 2-a óta. Két év telt el azóta, hogy itt az első követ kiemelték a tagok. Ez idő alatt kitartott a kis csoport lelkesedése, de volt olyan helyzet is, hogy elcsüggedtek a tagok, mert még kis légmozgás sem jelezte a haladási irányt. Voltak olyan helyzetben is, hogy a huzat nagy volt, de a szálkő annyira szűkült, hogy robbantással és véséssel kellett utat törniük. Gyakran hónapokig tartott, míg egy-egy métert előrejutottak. Feltáró módszerük új a hévizes barlangrendszerek feltárástörténetében, mert nem véletlenszerűen történt feltáró munkájuk, hanem egy elképzelés alapján.
A Látó-hegy és környékének geológiai, geomorfológiai, morfológiai és analógiai tanulmányozása után arra a meggyőződésre jutottak, hogy néhány kiterjedt barlangrendszernek kell ott lennie. Ezért elhatározták, hogy a látó-hegyi rendszerrel kezdik a folyamatos feltáró munkájukat. Két év alatt a kutatóág kb. 50 m hosszú és 26 m mély lett. A kutatás legkiemelkedőbb eseménye 1959. június 7-én történt. Ekkor egy tenyérni hasadékból, feszítővassal átszúrva a kemény agyagkitöltést, olyan nagy légmozgást kaptak, hogy vízszintes lett karbidlámpájuk lángja.
A hasadékot annyira kitágították véséssel és robbantással, hogy egy 6 m mély, 4 m hosszú és 2 m széles üregbe, a Kőtárba jutottak. Ez az üreg már önmagában is kimeríti a barlang elnevezés kritériumát. Ez a kutatóág egyelőre a Látóhegyi Épitők Barlang elnevezést kapta. Később lesz eldöntve, hogy cseppkő-, hasadék-, vagy aragonit- előtaggal bővül-e majd neve. A Kőtár a hévizes eredetű barlang további feltárásának a kulcsa. Ezen a ponton azóta 5–6 m mélységig mélyítettek egy aknát a hasadékot kitöltő, kőtömbökkel és agyaggal elzárt talajban. Néhány szűk hasadék mellett haladtak lefelé abban a reményben, hogy egy új komoly légáramlást fognak tapasztalni valahol. Az 1960. július–augusztusi Karszt- és Barlangkutatási Tájékoztató szerint a Ruhaipari TE Barlangkutató Szakosztálya és a Városterv Barlangkutató Csoport közösen fognak dolgozni a Látóhegyi-barlang feltárásán.
Az 1961. 2. félévi Karszt- és Barlangkutatóban lévő áttekintésben meg van említve, hogy a Városterv barlangkutató csoportja 1961-ben folytatta a Látó-hegy környékén található hévforrás nyomokból következtetett barlangrendszer feltárását. A folyóiratnak ugyanebből a számából megtudható, hogy Budapest környékének barlangjait 1961 nyarán kevesen kutatták, pl. csak a Városterv barlangkutató csoport, amely a Látó-hegyen dolgozott. 1966-ban a Városterv Barlangkutató Csoport többször bontotta, tágította és karbantartotta a rókakürtői munkahelyet, ahol 1963-ban hagyta abba a munkát. A Huzatos nevű, 30×150 cm nyílású repedés biztató munkahely, de többéves munka kell az átjutáshoz. Itt 2500 órát töltöttek feltárással.
Az 1976-ban befejezett, Magyarország barlangleltára című kéziratban az olvasható, hogy a Franciabánya sziklaürege Budapest II. kerületében helyezkedik el. További nevei Épitők-barlang, Rókalyukkürtői munkahely és Látóhegyi barlang. A Szép-völgy DNy-i oldalán, a Fenyőgyöngyétől KDK-re 350 m-re helyezkedik el. Bejárata teljesen el volt tömődve. A munkák idejére lezárták, de azóta valószínűleg feltörték. Az agyaggal teljesen kitöltött és elfulladt hévizes hasadékbarlang 1959-ben 30 m hosszú és 9 m mély volt. Jelenlegi állapotában nem jelentős. A kézirat barlangra vonatkozó része 1 publikáció alapján lett írva. 1978-ban a Szabó József Barlangkutató Csoport felkereste a Fenyőgyöngyétől DK-re, a völgy DNy-i oldalában lévő nagy, nummuliteszes mészkőbányában található Látóhegyi-barlangot. A barlang kis bejárati aknája beomlott, ezért nem tudták a tagok bejárni. A csoport 1978. évi jelentésében látható egy fekete-fehér fénykép, amelynek alján a barlang bejárata figyelhető meg.

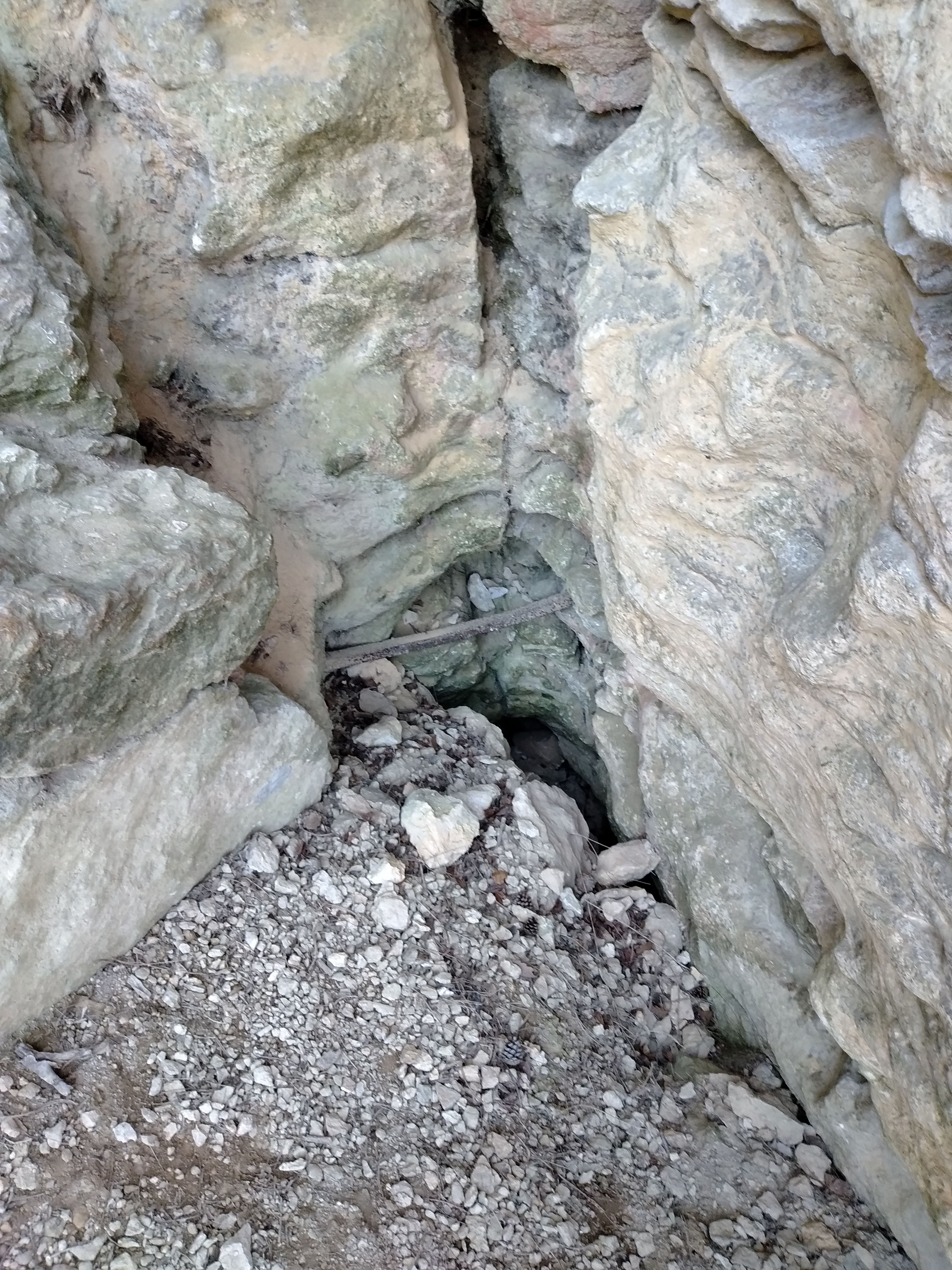
A barlang bejárata 2020-ban

Az FTSK Barlangkutató Szakosztály 1980. évi jelentése szerint a szakosztály 1980-ban kezdte el a feltáró munkát az Épitők-barlangban. A barlangban a Városterv Barlangkutató Csoport az 1960-as években végzett feltáró munkát. A barlangban azóta nem volt kutatás. A szakosztály tagjai az eltömődött bejárati kürtő kibontásával kezdték el a munkát, majd a Kőtárból szállították ki az anyagot a felszínre. A barlangot a végpontig bejárták, ahol agyagos törmelék zárja el a továbbvezető utat. Csak akkor lehet a munkát folytatni a végponton, ha a barlangból a felszínre szállítják a néhol balesetveszélyesen összegyűjtött törmeléket. A jelentéshez mellékelve vannak az 1979-ben gyűjtött kitöltésminták vizsgálati eredményei.
Az FTSK Barlangkutató Szakosztálya 1982-ben megszerkesztette a Látó-hegyi-barlang alaprajz térképét, kifejtett hossz-szelvény térképét és 6 keresztmetszet térképét. Az 1982-ben rajzolt térképek a Városterv Barlangkutató Csoport által 1960-ban szerkesztett térképek kicsinyített változatai. A szakosztály által készített térképek 1:100 méretarányban mutatják be a barlangot. Az 1982-ben megjelent Budai-hegység útikalauzban szó van arról, hogy a Francia-bánya bal sarkában évekkel azelőtt feltárt egy hasadékbarlangot a Városterv barlangkutató csoportja, amit Csók Rémó vezetett. A barlangba kb. 50 m-ig hatoltak be nehéz munkával. Libisch Károly, Füredi Zoltán, Miskovszky Zoltán, Sulc Ilona, Szabó Antal és Szilvay Gergely 1982-ben felmérték a barlangot, majd Libisch Károly a felmérés adatainak felhasználásával megszerkesztette a barlang alaprajz térképét és hosszvetület térképét. A térképek 1:100 méretarányban ábrázolják a barlangot. Az 1982. évi MKBT Beszámolóban az olvasható, hogy az FTSK Barlangkutató Szakosztálya 1982-ben elkészítette a barlang térképét, hőmérsékletméréseket végzett és mintaleírásokat készített. A kiadványban publikálva lettek a szakosztály által 1982-ben szerkesztett térképek.
Az 1983. évi MKBT Beszámolóban napvilágot látott, hogy a Gugger-hegy K-i oldalán elhelyezkedő Francia-bányában van néhány üreg. A legnagyobbat, a Rémó-barlangot az FTSK Barlangkutató Csoport kutatja, amelyről jelentést adott le. A csoport elkészítette a barlang térképét. 1958–1962? között tárta fel a Városterv Barlangkutató Csoport. A kőbánya többi részén is vannak üregek, sőt némelyikben huzat is érzékelhető. Csak a kőfejtő térképének elkészítése után lehet dokumentálni az üregek pontos helyét. Az 1984. évi MKBT Beszámoló szerint az FTSK Barlangkutató Szakosztály 1984-ben 5-ször átlag 4 fővel dolgozott a Francia-bánya barlangjában, de a munkának kevés eredménye látszik. Főleg a bejárati aknába visszadobált törmeléket és szemetet távolította el. A csoport tagjai igyekeztek a kihordott anyagot a bejárattól messzire hordani, hogy nehéz legyen a dolguk az ellenük dolgozóknak. A barlang lezárása után tudják folytatni az eltömődött járatok kitisztítását.
Az 1984-ben kiadott, Magyarország barlangjai című könyv országos barlanglistájában szerepel a Budai-hegységben lévő barlang Francia-bánya sziklaürege néven, Látóhegyi-barlang, Építők-barlang és Rókakürtő névváltozatokkal. A listához kapcsolódóan látható a Dunazug-hegység barlangjainak földrajzi elhelyezkedését bemutató, 1:500 000-es méretarányú térképen a barlang földrajzi elhelyezkedése. Az 1987. évi MKBT központi kutatótábor tájékoztatójában van egy ábra, amelyen megfigyelhető, hogy a budai barlangok közül néhány, pl. a Látó-hegyi-barlang mekkora tszf. magasságban helyezkedik el, illetve ezeknek a barlangoknak mekkora a függőleges kiterjedése. Az 1995. évi Földtani Közlönyben napvilágot látott tanulmányban az van írva, hogy a Rózsadombon és környékén vannak kifejezetten kopár, majdnem ásványmentes barlangok, pl. a Látó-hegyi-barlang.
A terület negyedik barlangos kőbányájában, a Francia-bányában Csók Rémóék kibontották az egyik barlangot 100 m-nél nagyobb hosszúságig, de a nagy felfedezés mostanáig nem sikerült. A Látó-hegyi-barlang évtizedek óta ismert, kb. 130 m hosszú, omladékos, a bejárathoz közel meredeken lejtő barlang. Szépvölgyi Mészkőben lévő járatai szövevényesek, továbbkutatásuk nagyon nehéz, mert nincs hol elhelyezni a törmeléket. Általánosak a nagy omlások a szűkülő hasadékokban, emiatt nagyon veszélyes itt a barlangkutatás. 1987-ben ide lett szervezve az MKBT első központi kutatótábora, de ahogy évtizedekkel korábban, akkor sem sikerült elérni jelentős eredményt. A barlangban érezhetően nagy a légmozgás. Ígéretes kutatási pont a Korallos-barlanggal együtt. A bontást robbantásos, vagy feszítéses-ékeléses technikával, ipari módszerekkel kellene folytatni a szűkületek miatt. Főleg a régi barlangok esetében néhány helyen nagy a bizonytalanság, elsősorban a nevek, de néha a barlangok számának tekintetében is. Különösen a kőfejtőkben, ahol sok kis barlang előfordul, például a Francia-bányában. A tanulmányhoz mellékelve lett a Rózsadomb és környéke barlangjainak helyszínrajza, amelyen jelölve van a barlang helye.
1998. május 14-től a környezetvédelmi és területfejlesztési miniszter 13/1998. (V. 6.) KTM rendelete szerint a Duna–Ipoly Nemzeti Park Igazgatóság illetékességi területén, a Budai-hegységben található Látó-hegyi-barlang az igazgatóság engedélyével látogatható. Reszegi Attila és Szabó Zoltán 2004. október 12-én felmérték a barlangot, majd Szabó Zoltán a felmérés adatainak felhasználásával, 2004. október 13-án megszerkesztette a Látó-hegyi-barlang alaprajz térképét, hossz-szelvény térképét és 3 keresztmetszet térképét. Az alaprajz térképen megfigyelhető a 3 keresztmetszet elhelyezkedése a barlangban. Az alaprajz térkép lapján jelölve van az É-i irány. Erre a térképlapra rákerült a Francia-bánya alaprajz térképe is. (Ezen a melléktérképen is jelölve van az É-i irány.) A barlang a felmérés alapján 54 m hosszú, 20 m vízszintes kiterjedésű, 21 m függőleges kiterjedésű, 17 m mély és kb. 4 m magas.
2005. szeptember 1-től a környezetvédelmi és vízügyi miniszter 22/2005. (VIII. 31.) KvVM rendelete szerint a Duna–Ipoly Nemzeti Park Igazgatóság működési területén, a Budai-hegységben található Látó-hegyi-barlang a felügyelőség engedélyével látogatható. A Duna–Ipoly Nemzeti Park Igazgatóság működési területén, a Budai-hegységben elhelyezkedő, 4762/38 kataszteri számú Látó-hegyi-barlang, 2006. február 28-tól, a környezetvédelmi és vízügyi miniszter 8/2006. KvVM utasítása szerint, megkülönböztetett védelmet igénylő barlang. Megkülönböztetett védettségét indokolja, hogy hévizes oldásformákkal tagolt hasadékbarlang. 2007. március 8-tól a környezetvédelmi és vízügyi miniszter 3/2007. (I. 22.) KvVM rendelete szerint a Duna–Ipoly Nemzeti Park Igazgatóság működési területén lévő Budai-hegységben elhelyezkedő Látó-hegyi-barlang az igazgatóság engedélyével tekinthető meg.
Groma Klára 2011. évi kézirata szerint a Budapest II. kerületében lévő, 15980/6 helyrajzi számú és 4762/38 kataszteri számú Látó-hegyi-barlang 58 m hosszú, 17 m mély, 4 m magas és 21 m függőleges kiterjedésű. A megkülönböztetetten védett barlang a Duna–Ipoly Nemzeti Park Igazgatóság engedélyével látogatható. Naponta legfeljebb 4 csoport látogathatja. Egy csoport maximum 6 főből állhat. A barlang kutatásához jelenleg senkinek sincs kutatási engedélye. Az első kutatási jelentés 1971-ből származik. Barlanghasznosítás nincs. A barlang közterületről több irányból megközelíthető kőbányában (Francia-bánya) helyezkedik el. A bánya legjelentősebb barlangja. Gyakorlatilag megsemmisült a régi lezárás. Vas gerendák vannak a barlangban. Lezárása javasolt. Szükséges kiszállítani belőle a hulladékot. 2013. július 19-től a vidékfejlesztési miniszter 58/2013. (VII. 11.) VM rendelete szerint a Látó-hegyi-barlang (Budai-hegység, Duna–Ipoly Nemzeti Park Igazgatóság működési területe) az igazgatóság hozzájárulásával látogatható.